# Arthur von Pieschel
Arthur Karl August von Pieschel (* 6. Juli 1850 in Theeßen; † 17. August 1922 ebenda) war ein deutscher Verwaltungsbeamter und Rittergutsbesitzer.

## Leben

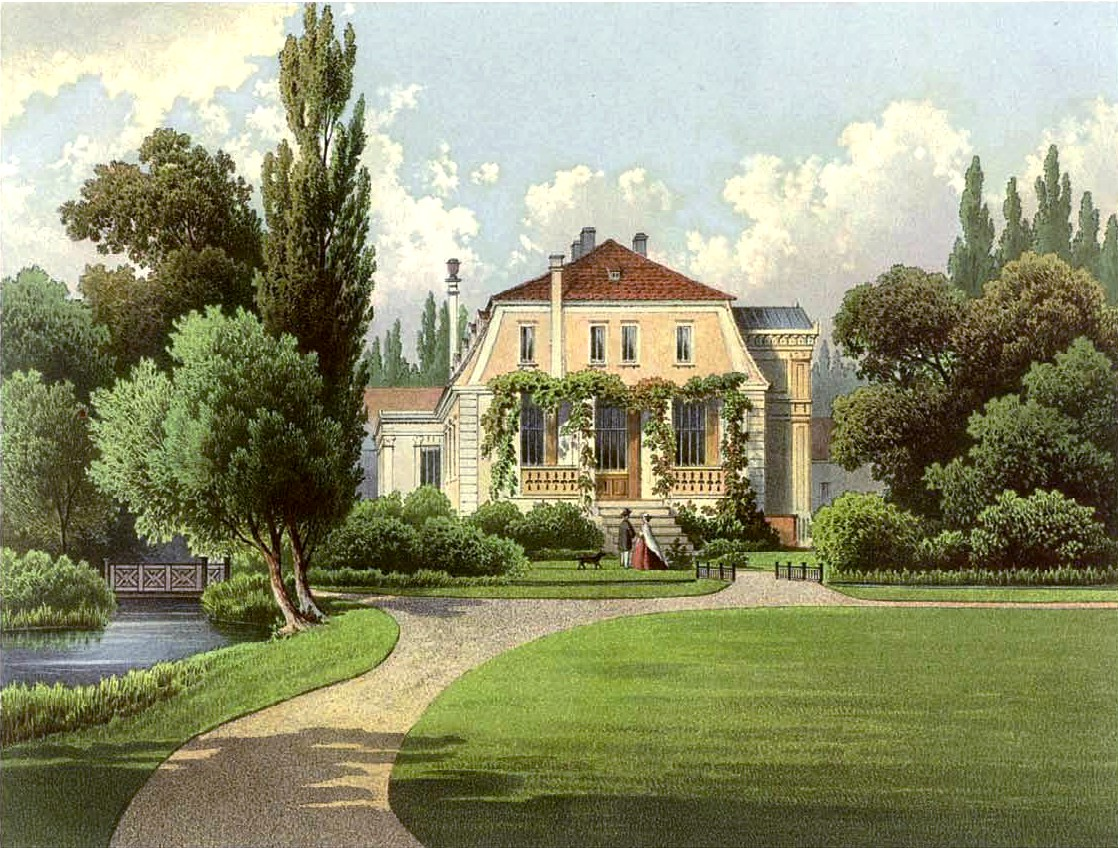
Rittergut Theeßen. Sammlung von Alexander Duncker.

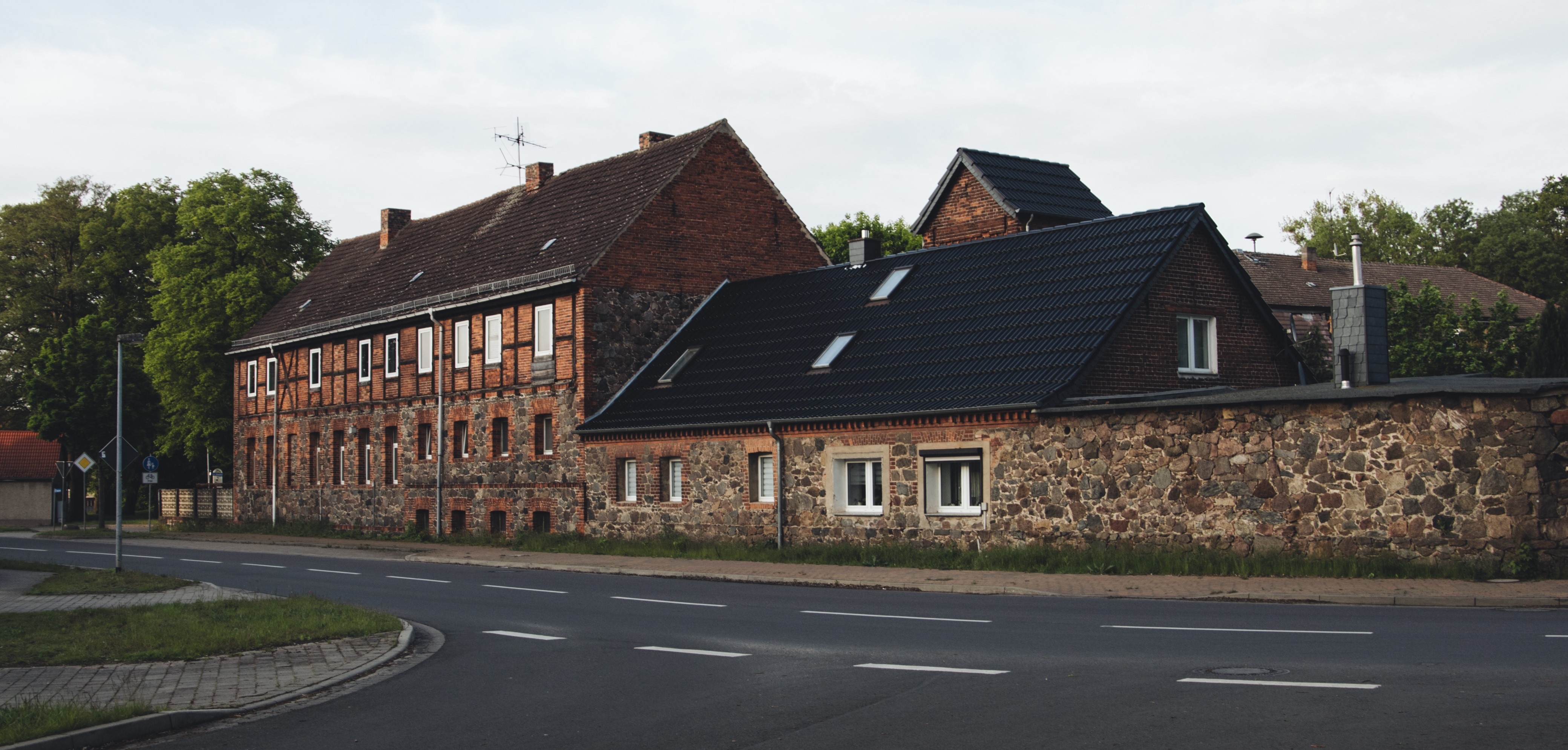
Ehemalige Gutsgebäude und Brennerei

Seine Eltern waren der Gutsbesitzer auf Theeßen August von Pieschel (* 7. Juni 1825; † 21. November 1887), der vom Pieschelschen Hauptgut Altenplathow abstammte, und seine Ehefrau Ida von Mengersen (* 3. August 1828; † 20. Februar 1920) aus Helpensen bei Hameln. Arthur von Pieschel war Schüler am Pädagogium zum Kloster Unser Lieben Frauen Magdeburg. Er studierte Rechtswissenschaften an der Ruprecht-Karls-Universität Heidelberg. 1873 wurde er Mitglied des Corps Saxo-Borussia Heidelberg. Nach dem Studium trat er in den preußischen Staatsdienst ein. Mit dem Ableben seines Vaters 1887 übernahm er die Gutsgeschäfte und wurde zum Standesbeamten von Theeßen bestellt. Von 1892 bis 1918 war er Landrat des Landkreises Jerichow I. Pieschel war Besitzer des Ritterguts Theeßen.
Arthur von Pieschel trat 1892 als Ehrenritter dem Johanniterorden bei und wurde später Rechtsritter in der Kongregation. Zudem unterstützte der damalige Landrat die Errichtung eines Damenheimes in Schöneberg bei Berlin.
1921 umfassten seine Rittergüter Theeßen und Räckendorf zusammen 1750 ha. Theeßen war verpachtet, Räckendorf ebenso, hier an Familie Bötticher.
Arthur von Pieschel war seit 1882 mit Frieda Edle Herrin und Freiin von Plotho (* 5. April 1862 in Lohburg; † 6. Dezember 1897 in Magdeburg) verheiratet, sie war die Tochter der Elisabeth von Pieschel-Altenplathow und des Offiziers Gebhard Edler Herr und Freiherr von Plotho-Lüttgenziatz. Das Ehepaar von Pieschel-Theeßen hatte drei Kinder, Sohn Eberhard (* 1882), Tochter Margarete (* 21. April 1884; † 1. Februar 1886) verstarb früh, und die Tochter Rosemarie (* 1890). Erbe wurde der Sohn Eberhard von Pieschel, der mit seiner Frau Victoria Bendremin (* 1893 Buenos Aires) und den Kindern Arthur (* 1913 San Martin), Rosemarie (* 1914 San Martin) und Maria Amélia (* 1923 in Theeßen) in Argentinien lebte. Die Güter der Theeßener Vorfahren in Deutschland gingen nach 1923 verloren.